# Rosana Foerst
Rosana Márcia Foerste da Silva (Vitória, 1 de abril de 1968) é uma pedagoga e política brasileira filiada ao Cidadania. Desde fevereiro de 2019, Rosana é a primeira suplente do senador Marcos do Val.

## Biografia
Natural de Vitória, no Espírito Santo, Rosana Foerst é pedagoga aposentada. Foi eleita suplente na chapa encabeçada por Marcos do Val nas eleições estaduais de 2018.